# Aston Martin V8 Zagato
Der Aston Martin V8 Zagato ist ein exklusiver in Kleinserie hergestellter Sportwagen britisch-italienischer Herkunft. Er wurde als Coupé und als Cabriolet hergestellt, beruhte auf dem Fahrgestell des Aston Martin V8 Vantage und trug eine Karosserie, die von Zagato in Mailand entworfen worden war.

## Entwicklungsgeschichte
Bereits in den 1950er Jahren bestand eine Geschäftsbeziehung zwischen Aston Martin und Zagato. 1960 hatte Zagato eine Spezialausfertigung des Aston Martin DB4 eingekleidet, die die Bezeichnung DB4 GT Zagato trug und bald zu einem Klassiker des Automobilbaus wurde. Anlässlich des Genfer Automobilsalons 1984 vereinbarten beide Unternehmen, diese Tradition mit einem neuen Modell wieder aufleben zu lassen.
Das gemeinsame Kind sollte besonders leistungsstark werden; Planziel war eine Höchstgeschwindigkeit von 300 km/h. Deshalb kam nur die Antriebstechnik des stärksten V8-Modells, des V8 Vantage, in Betracht. Zudem sollte das Gewicht des Wagens reduziert werden; schließlich musste Zagato besonderes Augenmerk auf die Aerodynamik der Karosserie legen.

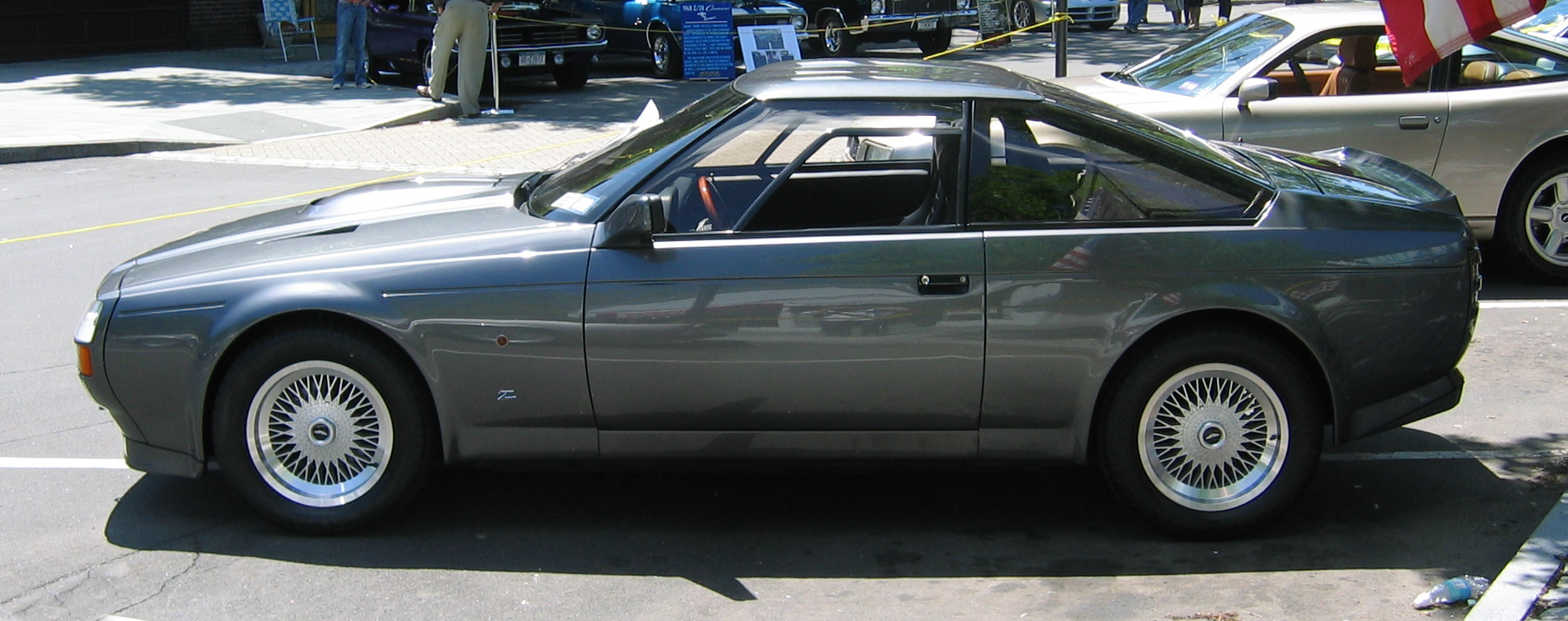
Seitenansicht

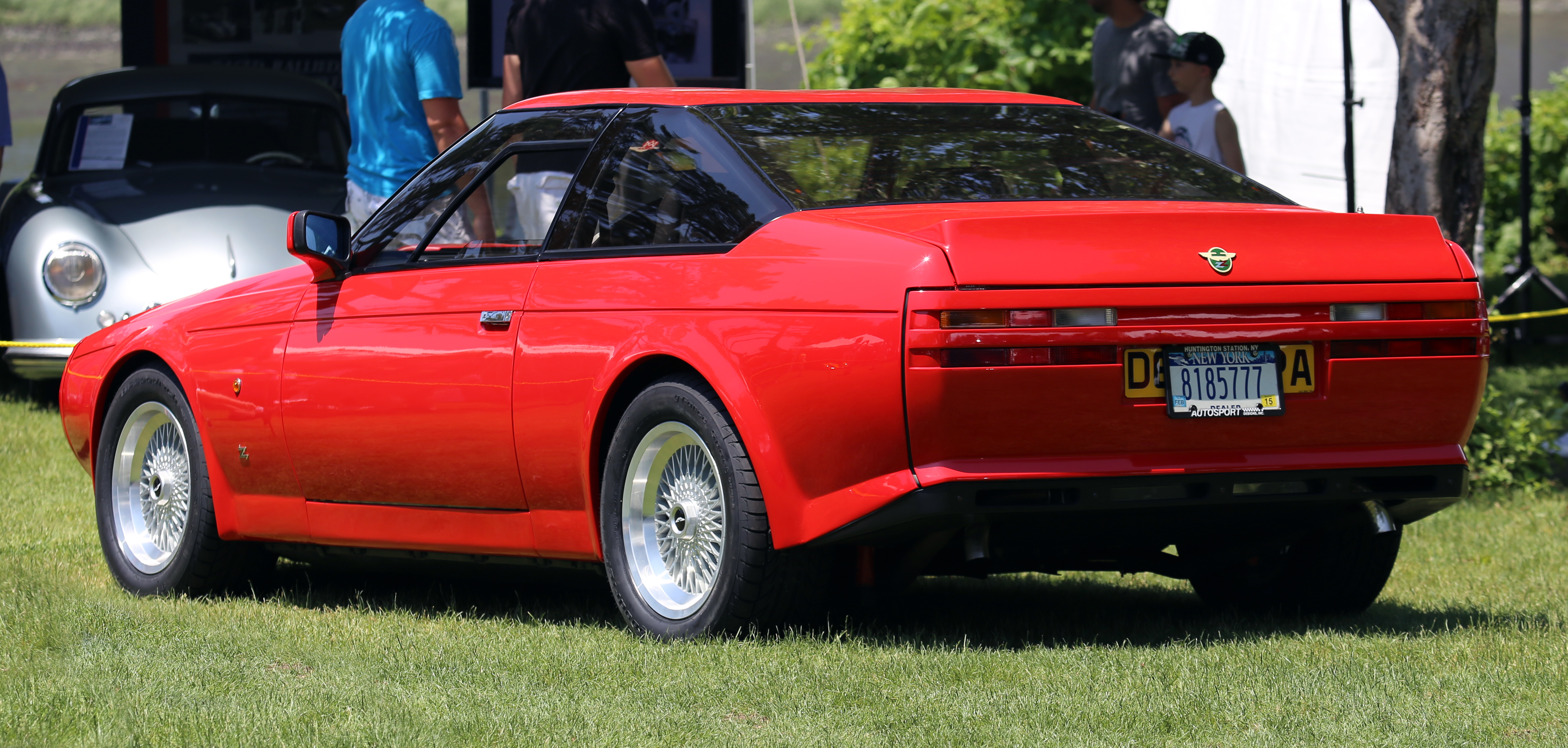
Heckansicht

Zagato entwarf dementsprechend eine glattflächige, zeitgemäße Coupé-Karosserie, die keinerlei Ähnlichkeit mit den zeitgenössischen Serienmodellen von Aston Martin hatte. Allein der – stark stilisierte – Kühlergrill zitierte traditionelle Aston Martin-Elemente. Die Scheinwerfer waren hinter einer Glasabdeckung verborgen, die Fenster waren fest verklebt. Die Seitenfenster der Türen ließen sich nur in einem kleinen Ausschnitt öffnen. An der Heckpartie wurden die Rückleuchten des Aston Martin Lagonda verwendet. Neu war das allerdings nicht. Zagato zitierte vielmehr in zahlreichen Details – dem Seitenprofil, dem Fensterdesign, der Linie der C-Säule – einen Entwurf, den Bertone bereits 1983 unter dem Namen Delfino vorgestellt hatte. Eine abgewandelte Form des Aston-Martin-Designs verwendete Zagato 1987 für den japanischen Autech Zagato Stelvio AZ1.
Die Karosserie des Fahrzeugs war aerodynamisch ausgesprochen günstig. Der Luftwiderstandsbeiwert belief sich anfänglich auf 0,29. Als sich bei Windkanaltests allerdings herausstellte, dass die Karosserie starken Auftrieb an Vorder- und Hinterachse produzierte, mussten Front- und Heckspoiler nachgerüstet werden, die den Luftwiderstandsbeiwert auf 0,33 erhöhten. Auch dieser Wert allerdings war noch bemerkenswert.
Aston Martin plante zunächst, den Vantage-Motor exklusiv für das Zagato-Modell mit einer Einspritzanlage zu versehen. Diese Planungen legte auch Zagato für sein Design zugrunde, sodass die Motorhaube zunächst glatt und windschlüpfig gestaltet wurde. Während der Entwicklung des Modells stellte sich allerdings heraus, dass die Einspritzanlage zwar eine höhere Leistung brachte, zugleich aber das Abgasverhalten des hoch verdichteten Motors nachteilig beeinflusste, sodass im Ergebnis die amerikanischen Abgasvorschriften nicht eingehalten werden konnten. Stattdessen wechselte Aston Martin kurz vor der Präsentation des Prototyps auf eine Vergaseranlage – vier Einheiten vom Typ Weber 48-DIF –, die 432 PS ermöglichte, im Übrigen voluminös war und eine klobige Ausbuchtung auf der Motorhaube erforderte.
Mit dieser Ausstattung wurde der Aston Martin V8 Zagato auf dem Genfer Auto-Salon 1986 vorgestellt.

## Modellvarianten

### V8 Zagato
Im Sommer 1986 begann die Produktion des Zagato Coupés. Aston Martin lieferte ein fahrfertiges, mit einem Motor versehenes Chassis nach Mailand, wo Zagato die Karosserie aufbaute und die Endfertigung vornahm.
Erste Fahrversuche der Fachpresse belegten im Sommer 1986, dass Aston Martin das selbst gesteckte Ziel bezüglich der Höchstgeschwindigkeit (knapp) verpasst hatte: Die französische Zeitschrift Sport Auto erreichte bei einem Test eine Höchstgeschwindigkeit von nur 299 km/h; die Beschleunigung von 0 auf 97 km/h wurde in 4,8 Sekunden verrichtet.
Das Coupé blieb bis zum Frühjahr 1990 im Angebot. In dieser Zeit entstanden 89 Exemplare. Der Verkaufspreis betrug 156.000 US-Dollar.

### V8 Zagato Volante
Ein Jahr nach dem Coupé präsentierte Zagato eine offene Version seines Designs, das den Namen Aston Martin V8 Zagato Volante trug. Das Fahrzeug war als bügelloses Cabriolet gestaltet, dessen Stoffverdeck – anders als beim regulären V8 Volanté – ohne störenden Wulst nahezu vollständig im Fahrzeugrumpf verschwand. Abgesehen davon waren die Stylingunterschiede gering; allerdings waren sie markant. Im Gegensatz zum Zagato Coupé war die Frontpartie voll verkleidet. Es gab weder einen offenen Kühlergrill noch sichtbare Scheinwerfer; letztere waren hinter einer beweglichen Klappe verborgen. Bedeutsamer aber war der Wegfall des unattraktiven Buckels zugunsten einer flachen Motorhaube. Dies war möglich geworden, weil das Werk für das Cabriolet den mit seit Längerem mit einer Einspritzanlage versehenen Motor des Aston Martin V8 I Saloon (und nicht den des Vantage) verwendete. Damit war allerdings auch ein erheblicher Leistungsverlust verbunden. Das Cabriolet leistete nur 305 PS und erreichte eine Höchstgeschwindigkeit von lediglich 257 km/h.
Der Aston Martin V8 Zagato Volante wurde auf dem Genfer Auto-Salon 1987 vorgestellt. Er war dort eine der Attraktionen, auch wenn das Ausstellungsexemplar noch den unattraktiven Buckel auf der Motorhaube trug, der vom Zagato Coupé bekannt war. Der Volante wurde lediglich in 25 Exemplaren hergestellt (andere Quellen sprechen alternativ von 37 Cabriolets). Sein Verkaufspreis betrug bei seiner Vorstellung 171.000 US-Dollar. Heute ist der Zagato Volanté ein gesuchter Klassiker, der zu extrem hohen Preisen seinen Besitzer wechselt.

## Technische Daten
|                      | Aston Martin V8 Zagato | Aston Martin V8 Zagato Volante |
| Zylinder/Motorbauart | Achtzylinder-V-Motor   | Achtzylinder-V-Motor           |
| Hub × Bohrung        | 85 × 100 mm            | 85 × 100 mm                    |
| Hubraum              | 5340 cm³               | 5340 cm³                       |
| Leistung bei min−1   | 322 kW (438 PS)/6200   | 224 kW (305 PS)/5500           |
| Drehmoment bei min−1 | 534 Nm/5100            | 447 Nm/4750                    |
| Antrieb              | Hinterrad              | Hinterrad                      |
| 0–100 km/h           | 5,0 s                  | 6,0 s                          |
| Leergewicht          | 1590 kg                | 1680 kg                        |

## Nachfolger
Die Beziehung zwischen Aston Martin und Zagato wurde im Jahre 2002 ein weiteres Mal wiederbelebt, als Zagato je eine geschlossene und eine offene Version des Aston Martin DB7 unter den Namen Aston Martin DB7 Zagato und Aston Martin AR Roadster einkleidete, die jeweils in 99 Exemplaren realisiert wurden. Auf dem Genfer Auto-Salon 2004 wurde sodann der Aston Martin Zagato Roadster präsentiert, ein auf dem Aston Martin Vanquish basierendes als Einzelstück.
Die Grundlinie des Aston Martin V8 Zagato zitierte das Mailänder Karosserieunternehmen für sein 1989 vorgestelltes Modell Autech Stelvio, ein auf Nissan-Technik basierendes Coupé mit außergewöhnlichen Design-Details und einem 3,0-Liter-Sechszylindermotor, das in wenigen Hundert Exemplaren in Mailand für Nissan hergestellt und ausschließlich in Japan verkauft wurde.

## Trivia
In dem Film Das lange Elend fährt Rowan Atkinson, ein bekennender Automobilliebhaber und Enthusiast der Marke Aston Martin, in der Rolle des eleganten, aber auch dominanten Entertainers Ron Anderson einen hellblauen V8 Zagato.

## Konkurrenten
Der Aston Martin V8 Zagato war, was seine Konzeption angeht, in seiner Zeit ohne wirkliche Konkurrenten. Ein ähnliches Konzept, aber mit deutlich zurückhaltenderer Umsetzung, findet man allenfalls im Bristol Beaufighter, der ebenfalls von Zagato eingekleidet wurde und so wie der V8 Zagato in der Modellpalette seines Herstellers die Rolle des leistungsgesteigerten Exklusivmodells einnahm.